# Gerofit
Gerofit (hebr.: גרופית) – kibuc położony w samorządzie regionu Chewel Elot, w Dystrykcie Południowym, w Izraelu.
Leży w południowej części pustyni Negew, na północ od miasta Ejlat.
Członek Ruchu Kibuców (Ha-Tenu’a ha-Kibbucit).

## Historia
Kibuc został założony w 1963.

## Gospodarka
Gospodarka kibucu opiera się na sadownictwie.